# Jean Birotteau
Pour les articles homonymes, voir Birotteau.
Jean Birotteau, né le 21 octobre 1758 à Perpignan, mort le 3 brumaire an II (le 24 octobre 1793) à Bordeaux, est un homme politique de la Révolution française.

## Biographie
Jean Bonaventure Blaise Hilarion Birotteau est le fils de Jean Marc Birotteau (1728-1799), avocat et notaire à Perpignan, et de Françoise Garau (1734-1816), fille de médecin. 
Le 4 août 1785, il épouse à Perpignan Magdelaine Margueritte de Costa (1761-1842), fille de Jean Baptiste de Costa, seigneur de Llar et de Thuès. 
Il est exécuté à Bordeaux le 24 octobre 1793, à la survivance de son épouse et de ses deux enfants. Son fils aîné Jean Baptiste, vérificateur des douanes à Bordeaux, est fait chevalier de l'ordre de l'Eperon d'or. 

## Mandat politique
La monarchie constitutionnelle mise en application par la constitution du 3 septembre 1791 prend fin à l'issue de la journée du 10 août 1792 : les bataillons de fédérés bretons et marseillais et les insurgés des faubourgs de Paris prennent le palais des Tuileries. Louis XVI est suspendu et incarcéré, avec sa famille, à la tour du Temple.  
En septembre 1792, Jean Birotteau, alors secrétaire auprès du district de Perpignan, est élu député du département des Pyrénées-Orientales, le troisième sur cinq, à la Convention nationale. 

Il siège sur les bancs de la Gironde. Le 6 octobre 1792, il soutient le général Montesquiou. Le 5 novembre, il fait publier son opinion, qu'il n'a pas prononcée, dans laquelle il soutient la dénonciation de Jean-Baptiste Louvet (député du Loiret) du 29 octobre contre Maximilien de Robespierre (député de la Seine) :  
Personne n'a plus idolâtré Robespierre que moi dans quelques écrits, enfantés par le patriotisme, je l'ai élevé jusqu'aux nues  ; aujourd'hui je le condamne, non par prévention, mais parce que je suis convaincu de la vérité des faits dont il est accusé. 
Lors du procès de Louis XVI, il vote « la mort avec sursis jusqu' à la paix, et après l'expulsion des Bourbons », se prononce en faveur de l'appel au peuple et en faveur du sursis à l'exécution de la peine. Lors du deuxième appel nominal relatif à l'appel au peuple, il déclare :  
[...] comme je crois absurde de dire que la majorité de la nation ne sera composée que d'aristocrates et de factieux ; [...] je dis oui. 
Le 13 avril 1793, il vote en faveur de la mise en accusation de Jean-Paul Marat. Le 28 mai, il vote en faveur du rétablissement de la Commission des Douze.  
Le 15 avril, Birotteau fait partie des vingt-deux députés girondins dénoncés et accusés par les sections parisiennes d'avoir « ouvertement violé la foi de leurs commettants ». Le 9 mai, il fait partie des députés dénoncés par Marat, dans son journal, comme membre de la « faction des hommes d’État ».  
À l'issue des journées du 31 mai et du 2 juin 1793, Jean Birotteau est décrété d'arrestation et maintenu à son domicile.  Il est remplacé à son poste de député par Laurent Delcasso.  
Birotteau se soustrait au décret et se réfugie à Lyon où il soutient le soulèvement contre la Convention. Louis-Antoine de Saint-Just (député de l'Aisne), au nom du Comité de Salut public, le dénonce dans son rapport sur les députés girondins en fuite. Il est décrété hors-la-loi. Il est arrêté à Bordeaux aux côtés de Jean-Marie Girey-Dupré, journaliste proche des girondins, par les représentants en mission Marc Antoine Baudot (député de Saône-et-Loire), Jean-Lambert Tallien (député de Seine-et-Oise) et Claude-Alexandre Ysabeau (député d'Indre-et-Loire). Il est guillotiné le 3 brumaire an II (le 24 octobre 1793).  